# Dompierre-sur-Héry
Pour les articles homonymes, voir Dompierre.
Dompierre-sur-Héry (en parler nivernais : Dompiarre) est une ancienne commune française, située dans le département de la Nièvre en région Bourgogne-Franche-Comté, devenue, le 1er janvier 2016, une commune déléguée de la commune nouvelle de Beaulieu.

## Toponymie
Dompna petra vient de dom : seigneur, et petra : pierre.
Dompierre fait partie de l'Association des Dompierre-de-France regroupant 23 communes françaises dont le nom comporte Dompierre. Chaque année, une commune différente accueille la fête. Dompierre-sur-Authie n'a jamais accueilli ses cousins Dompierrois et Dompierrais pour la fête Nationale, mais a accueilli l'assemblée générale en 1995. En 2013, la fête nationale a eu lieu le 1er week-end de juillet à Dompierre-les-Ormes en Saône-et-Loire.

## Histoire
Eumène, évêque de Nevers, demanda au roi Charles le Gros de créer cette paroisse au IXe siècle, la cure étant remise au prieur de Saint-Révérien. Ainsi naquit Dompna Petra, le patron de la paroisse étant saint Pierre. Une première église fut construite par les moines. Elle fut remplacée au XVIe siècle par celle actuelle, construite dans le style gothique, et encore, selon la tradition, entourée de son cimetière.
Jusqu'à la Révolution française, le village resta fief des prieurs de Saint-Révérien. Il reste de cette époque un corps de ferme, un colombier, une grange aux dîmes dont on ne remarque que le portail d'entrée. De ce village à flanc de coteau, situé sur l'ancien circuit des flotteurs de bois (sur le Corneau), le point de vue découvre 23 clochers. Le village a perdu ses carrières, à la pierre blanche réputée, au tout début du XXe siècle. Deux hameaux font partie de sa commune, Reugny et Chanteloup. On a cependant rattaché à la commune de Guipy le château des seigneurs de Chanteloup, dont la chapelle seigneuriale et la pierre tombale se trouvent dans l'église de Dompierre.

## Politique et administration
| Période                                  | Période      | Identité        | Étiquette | Qualité     |
| ---------------------------------------- | ------------ | --------------- | --------- | ----------- |
| mars 2001                                | janvier 2016 | François Mouron | SE        | Agriculteur |
| Les données manquantes sont à compléter. |              |                 |           |             |

## Démographie
L'évolution du nombre d'habitants est connue à travers les recensements de la population effectués dans la commune depuis 1793. À partir du 1er janvier 2009, les populations légales des communes sont publiées annuellement dans le cadre d'un recensement qui repose désormais sur une collecte d'information annuelle, concernant successivement tous les territoires communaux au cours d'une période de cinq ans. 
Pour les communes de moins de 10 000 habitants, une enquête de recensement portant sur toute la population est réalisée tous les cinq ans, les populations légales des années intermédiaires étant quant à elles estimées par interpolation ou extrapolation. Pour la commune, le premier recensement exhaustif entrant dans le cadre du nouveau dispositif a été réalisé en 2004,.
En 2013, la commune comptait 80 habitants, en évolution de +6,67 % par rapport à 2008 (Nièvre : −3,01 %, France hors Mayotte : +2,49 %).
| 1793 | 1800 | 1806 | 1821 | 1831 | 1836 | 1841 | 1846 | 1851 |
| ---- | ---- | ---- | ---- | ---- | ---- | ---- | ---- | ---- |
| 289  | 292  | 289  | 276  | 317  | 324  | 338  | 325  | 309  |

| 1856 | 1861 | 1866 | 1872 | 1876 | 1881 | 1886 | 1891 | 1896 |
| ---- | ---- | ---- | ---- | ---- | ---- | ---- | ---- | ---- |
| 303  | 325  | 321  | 319  | 319  | 280  | 303  | 271  | 254  |

| 1901 | 1906 | 1911 | 1921 | 1926 | 1931 | 1936 | 1946 | 1954 |
| ---- | ---- | ---- | ---- | ---- | ---- | ---- | ---- | ---- |
| 250  | 238  | 205  | 192  | 173  | 163  | 153  | 144  | 135  |

| 1962 | 1968 | 1975 | 1982 | 1990 | 1999 | 2004 | 2009 | 2013 |
| ---- | ---- | ---- | ---- | ---- | ---- | ---- | ---- | ---- |
| 133  | 102  | 95   | 76   | 61   | 66   | 77   | 75   | 80   |

La population quadruple l'été (résidences secondaires : Français de la région parisienne, Anglais, Hollandais).

## Économie

### Agriculture
Essentiellement agricole, élevage de charolais et d'ovins principalement.

### Cadre de vie
- Paysage vallonné de type bocage, calme exceptionnel, nombreuses sorties et visites possibles dans les environs.
- Grande richesse de la faune et de la flore.

### Loisir détente
- Centre équestre.
- Randonnée / VTT / promenade (nombreux itinéraires possibles).

### Accueil
- Chambres d'hôtes à la tour colombier.
- Gîtes et chambres à Reugny.
- Gîtes au château de Chanteloup.

## Culture locale et patrimoine

### Lieux et monuments
Civils
- Domaine de Reugny, jadis important, conserve quelques bâtiments et son pigeonnier de l'époque pré-révolutionnaire. Dès 1801, le propriétaire M. Hervieu fut le premier à cultiver en grand les prairies artificielles, à l'encontre du principe de la jachère. Il enseigna ce mode de culture aux agriculteurs, et aida ainsi au développement au XIXe siècle de l'élevage. On lui doit le perfectionnement de divers instruments aratoires. Son fils obtint plusieurs prix au milieu du XIXe siècle, entre autres pour son système d'assolement et la diversité de son élevage.

- Le colombier a été implanté par le prieuré de Saint-Révérien, avant le XVIIe siècle, il marque le privilège de seigneurie. Il faisait partie des bâtiments de ferme. Ce colombier possédait deux pièces rondes l'une au-dessus de l'autre (on aperçoit l'écoulement de la pierre d'évier). L'accès aux étages se faisait par un escalier extérieur en bois.

- Un lavoir clos restauré (XIXe siècle), au centre du village à l'entrée d'un petit chemin de terre, est dit de la fontaine carrée. Il est ancien et se distingue du lavoir couvert qui l'a détrôné. Il est resté tel qu'il fut utilisé, c’est-à-dire sans toit ni murs.

Religieux
- Église Saint-Pierre du XVIe siècle, inscrite à l'Inventaire des monuments historiques, est construite en gothique tardif, encore en usage dans le Nivernais au XVIe siècle. Le plan est celui d'une croix latine, nef et deux travées, avec entrelacs savants et clefs de voûte. Cette église est une des rares du canton à avoir toutes ses fenêtres ogivales garnies de vitraux (XIXe siècle). Le clocher-porche restauré en 1853 est surmonté d'une flèche et de quatre clochetons. La tour carrée à baies ogivales abrite une cloche du XVIIe siècle offerte par le seigneur de Chanteloup. Le porche à décor végétal sculpté avec son petit oculus quadrilobé est voûté avec un arc surbaissé surmonté d'une petite croix naïve. Ouverte le premier samedi et le troisième dimanche de juin à septembre de 13 h à 18 h[6].

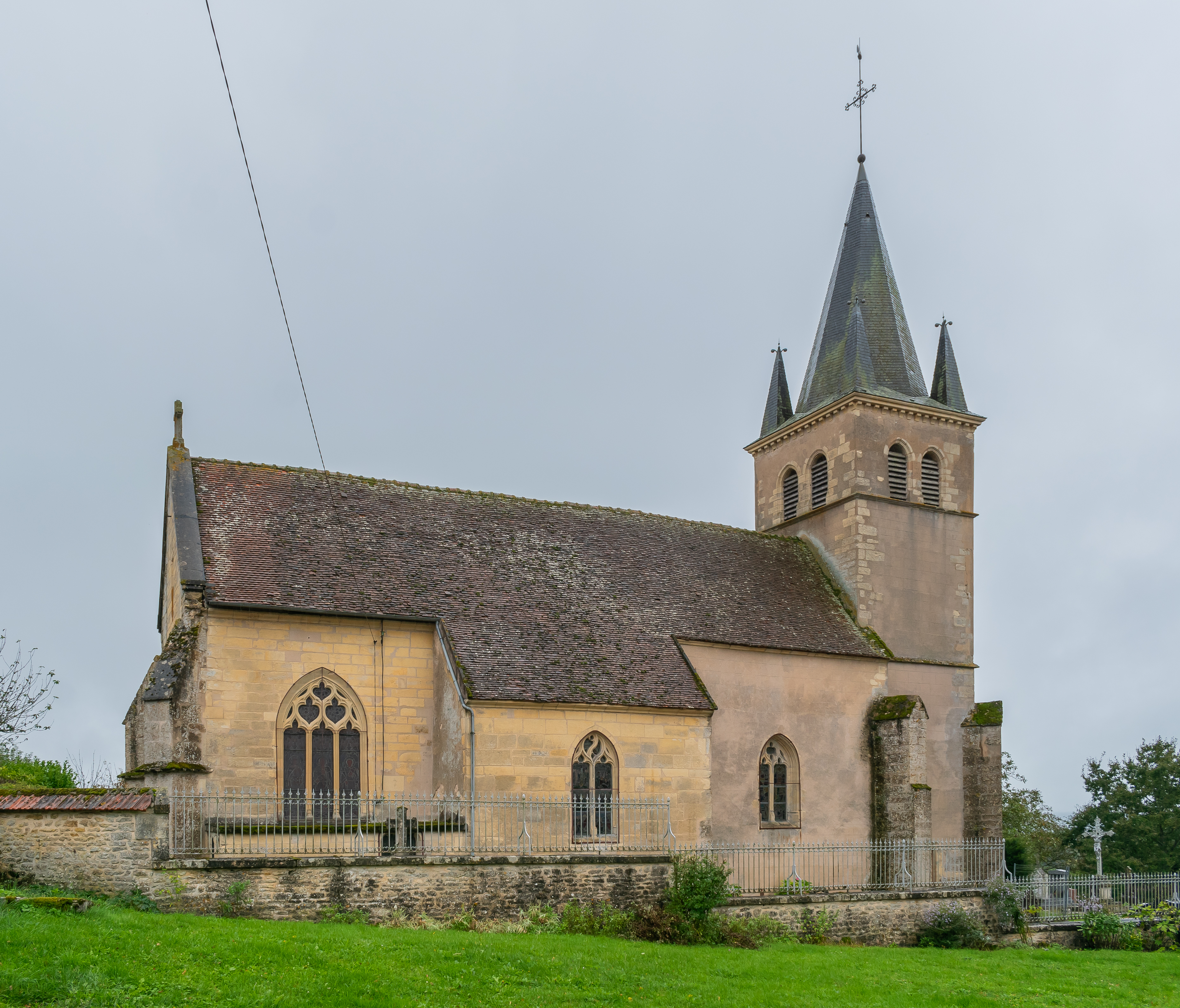
Vue depuis le nord.
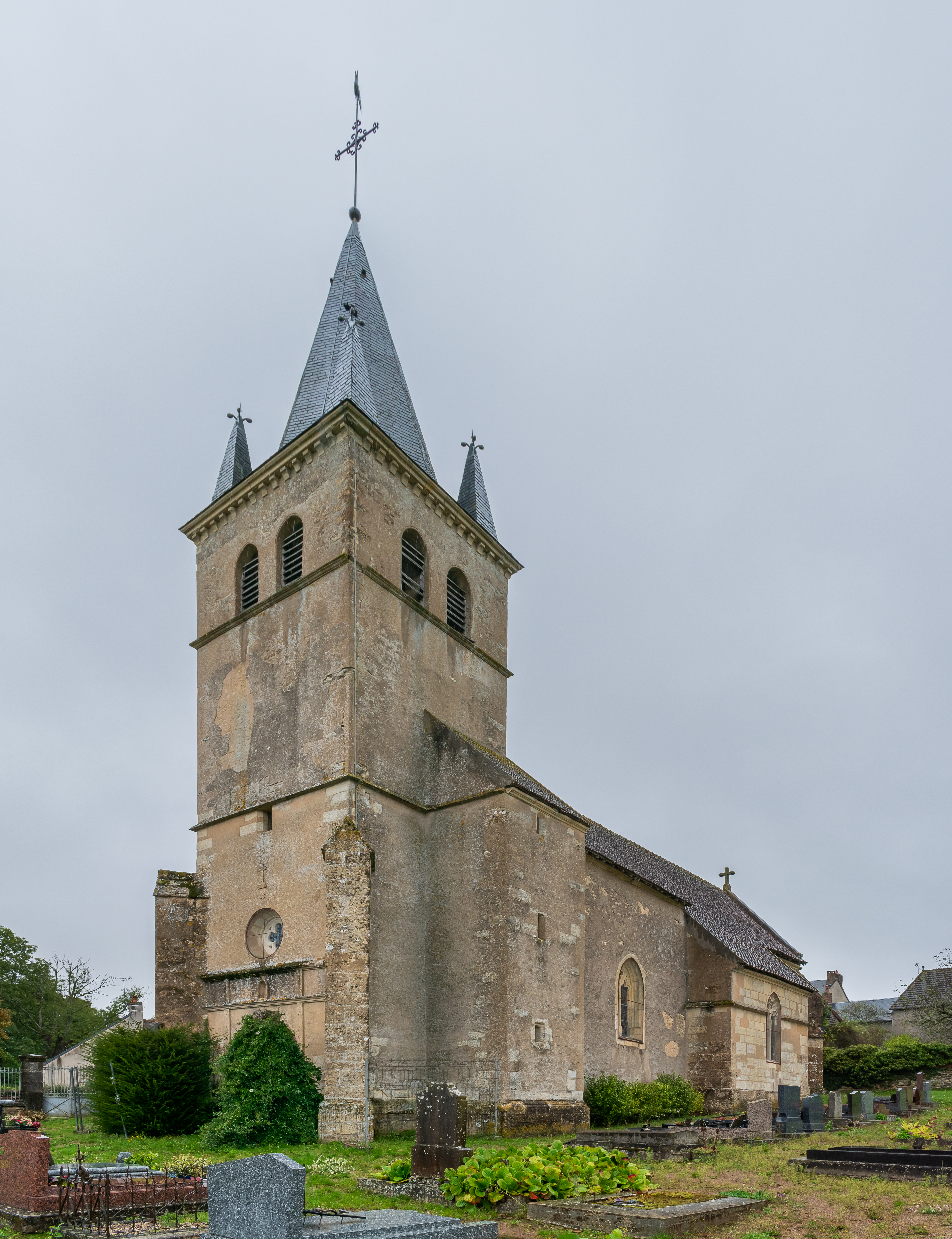
Vue depuis le sud-est.
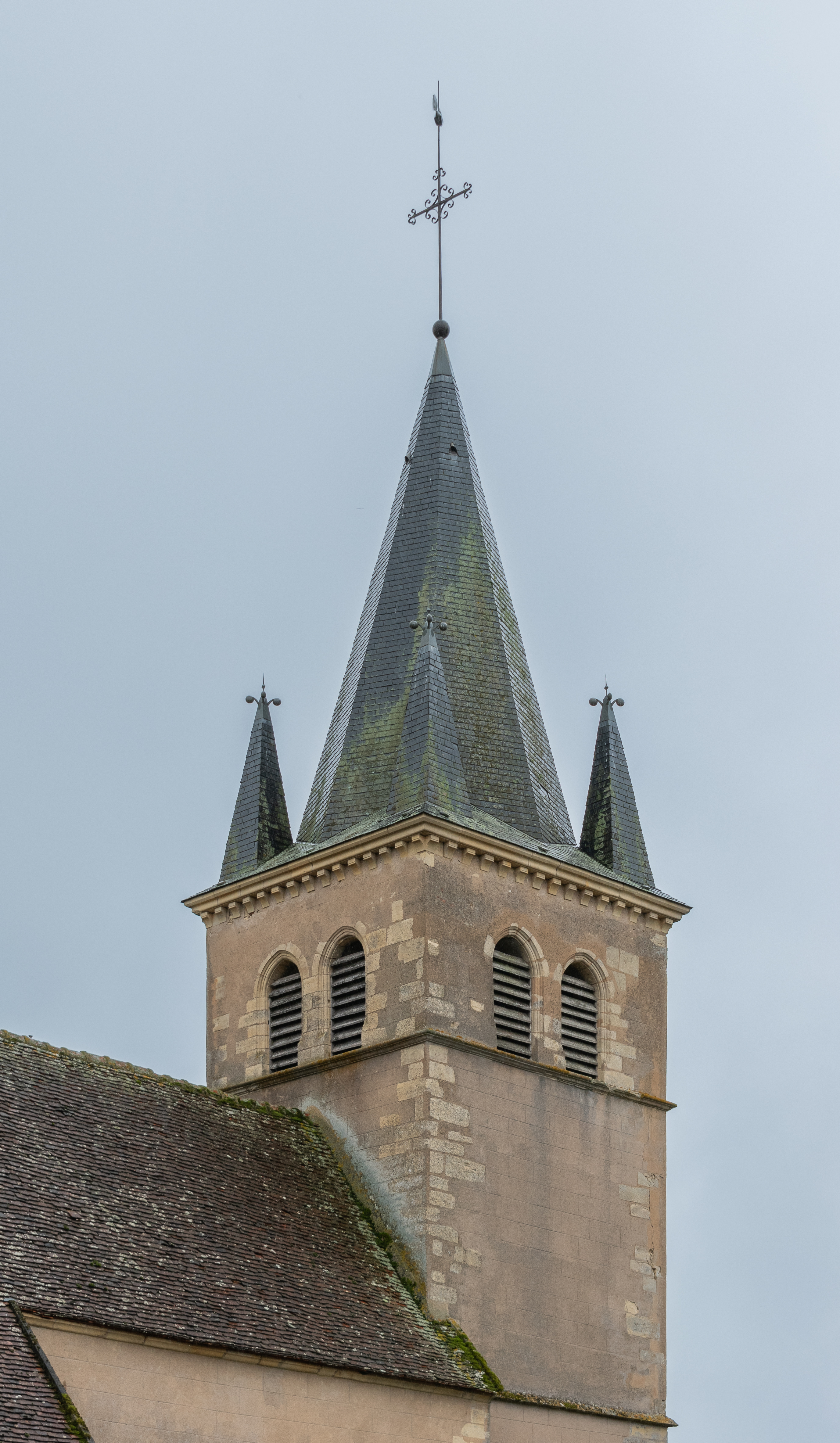
Clocher.
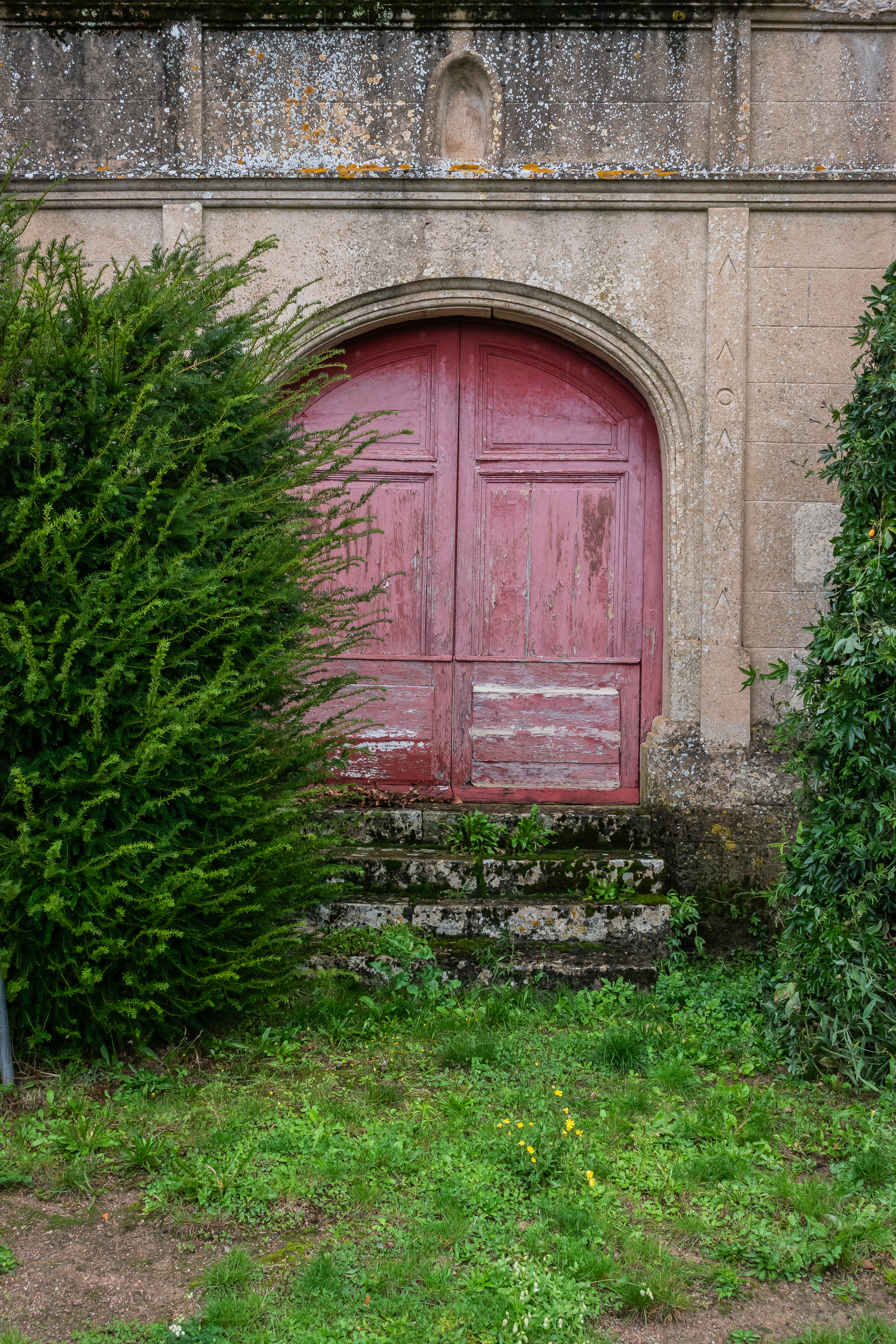
Portail.
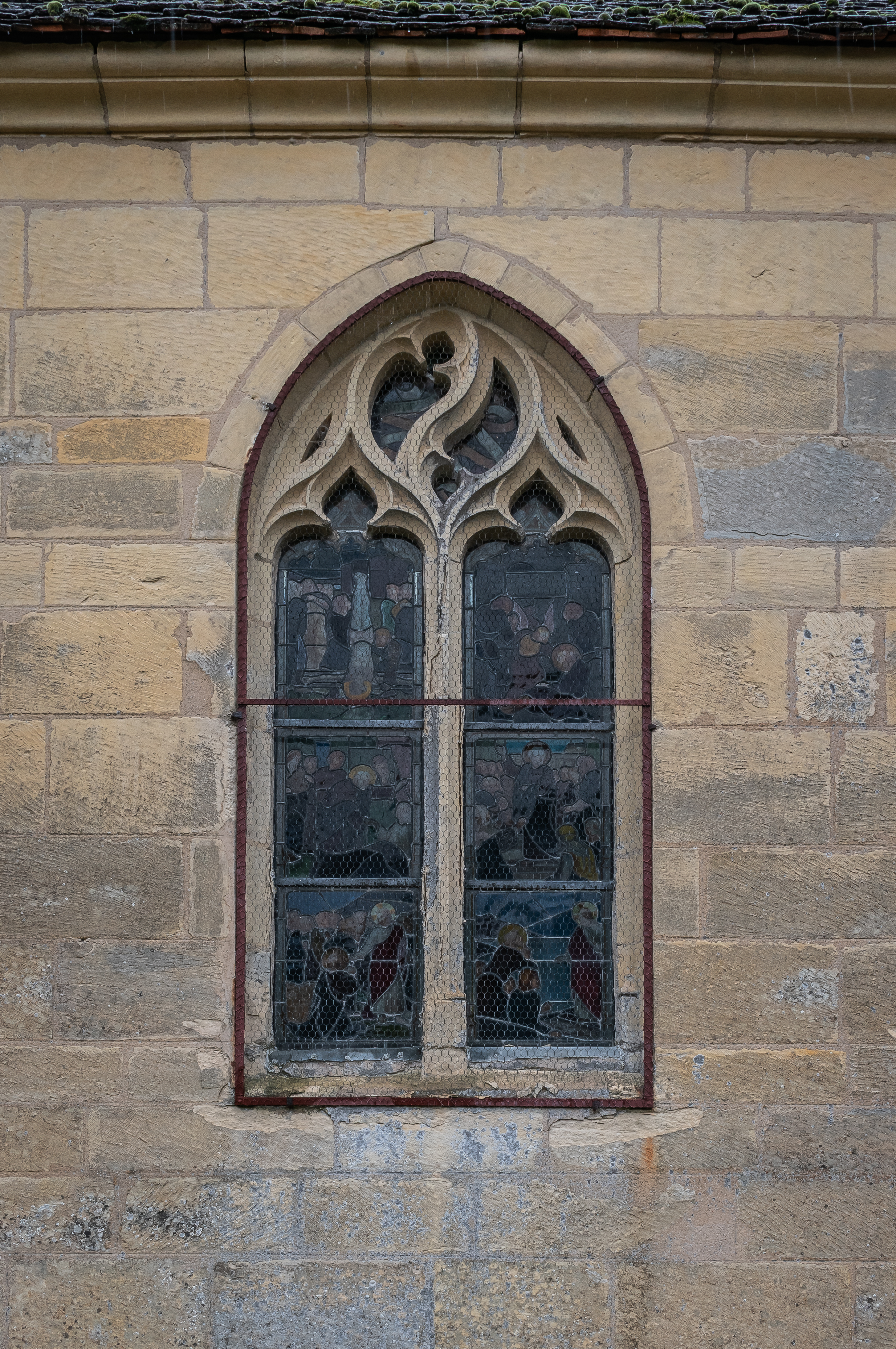
Fenêtre.

- Face au portail, est érigée une croix de cimetière. Traditionnelle, elle fut reprise comme croix de mission en 1896. À voir également, la grande croix de pierre au carrefour à l'entrée du village.

### Personnalités liées à la commune
- Dom Augustin Guillerand (1877-1945), moine chartreux et écrivain spirituel, est né au domaine de Reugny, à Dompierre.